# Черепанов, Иван Михайлович
Иван Михайлович Черепанов (30 мая 1929, Вятские Поляны, Нижегородская область — 19 июня 2015, Москва) — советский хозяйственный, государственный и политический деятель.

## Биография
Родился в 1929 году в Вятских Полянах. Член КПСС.
С 1953 года — на хозяйственной, общественной и политической работе. В 1953—1996 гг. — техник, инженер, старший инженер НИИ «Гидропроект», первый секретарь Тушинского райкома ВЛКСМ Московской области, инструктор, заместитель заведующего отделом Московского обкома КПСС, первый секретарь Калининградского горкома КПСС Московской области, заведующий отделом Московского обкома КПСС, председатель плановой комиссии Мособлисполкома, секретарь Московского обкома КПСС, председатель исполкома Московского областного Совета, председатель Московского областного Совета, заместитель председателя Мособлисполкома, заместитель главы администрации Московской области — руководитель аппарата администрации.
Избирался депутатом Верховного Совета РСФСР 11-го созыва, народным депутатом России. Делегат XXIII съезда КПСС.
Умер в Москве в 2015 году.